# قائمة الفائزين بجوائز فيسباكو
المهرجان الإفريقي للسينما والتلفزيون في واغادوغو (FESPACO) هو مهرجان سينمائي إفريقي يقام كل سنتين. والجائزة التي يتم منحها في المهرجان هي جائزة حصان ينينجا الذهبي (Étalon de Yennenga)، والتي سميت في إشارة إلى أميرة أسطورية تُعتبر أم لشعب موسي في بوركينا فاسو. تُمنح الجائزة للفيلم الإفريقي الذي يُظهر «حقائق إفريقيا» على أفضل وجه.
ومن بين الجوائز الخاصة الأخرى هناك جائزة أومارو غاندا لأفضل فيلم استهلالي في مسيرة صانعه، وجائزة بول روبسون لأفضل فيلم لمخرج من الشتات الإفريقي.

## الدورة الثالثة (1972)
- الجائزة الأولى (ينينجا): لي وازو معدد الزوجات للمُخرج أومارو غاندا (النيجر).
- الجائزة الثانية (جائزة الأصالة الخاصة): (Hydre Dyama) للمُخرج موسى كيموكو دياكيتي (غينيا).
- الجائزة الثالثة: الأفيون والعصا للمُخرج أحمد راشدي (الجزائر).
- جائزة الترضية: (Pour ceux qui savent) للمُخرج تيديان أو (السنغال).
- الجائزة الأولى - أفضل فيلم قصير: موسيكا للمُخرج روجر زينجا (زائير).
- الجائزة الثانية - أفضل فيلم قصير: (Sur le sentier du requiem) للمُخرج بيير ماري دونغ (الغابون).

## الدورة الرابعة (1973)
- الجائزة الأولى (ينينجا): ألف يد ويد للمُخرج سهيل بن بركة (المغرب).
- جائزة الفيلم الإفريقي الأصيل: (Identité) للمُخرج بيير ماري دونغ (الغابون).
- جائزة الفن السابع: (Décembre) للمُخرج محمد الأخضر حمينة (الجزائر).
- جائزة الترضية: (Le Sang des parias) للمُخرج مامادو دجيم كولا (فولتا العليا).
- أفضل فيلم قصير: (Accident) للمُخرج بينوا موريس رامامبي (مدغشقر).
- تهنئة لجنة التحكيم: أومارو غاندا (النيجر).

## الدورة الخامسة (1976)
- الجائزة الأولى (ينينجا): (Muna Moto) للمُخرج جان بيير ديكونغي بيبا (الكاميرون)
- الجائزة الثانية: ريح الجنوب للمُخرج محمد سليم رياض (الجزائر)، و(Ndiangane) للمُخرج ماهاما جونسون تراوري (السنغال).
- الجائزة الثالثة: (Sur le chemin de la réconciliation) للمُخرج رينيه برنارد يونلي (فولتا العليا).
- جائزة الفن السابع: التراث للمُخرج محمد بوعماري (الجزائر)
- جائزة لجنة التحكيم: رسائل من سجنان للمُخرج عبد اللطيف بن عمار (تونس)، والجنسية المهاجرة للمُخرج سيدني سوخنا (موريتانيا)
- تنويه خاص: (Kaddu Beykat) للمُخرجة صافي فاي (السنغال)، و(Saïtan) للمُخرج أومارو غاندا (النيجر).
- إشارة خاصة أخرى: المشاركة الأولى لدولة غانا.

## الدورة السادسة (1979)
- الجائزة الأولى (ينينجا): بعرا للمُخرج سليمان سيسيه (مالي).
- جائزة الفيلم الإفريقي الأصيل: شمس الضباع للمُخرج رضا الباهي (تونس).
- جائزة الفن السابع: آليام آليام للمُخرج أحمد المعنوني (المغرب).
- أفضل فيلم قصير: علبة في الصحراء للمُخرج إبراهيم تساكي (الجزائر).
- جائزة الترضية الخاصة: (Yik-Yan) للمُخرج حميدو بينوا ويدراوغو (فولتا العليا).

## الدورة السابعة (1981)
- الجائزة الأولى (ينينجا): (Djeli) للمُخرج فاديكا كرامو لانسيني (ساحل العاج).
- جائزة الفيلم الإفريقي الأصيل: (La Chapelle) للمُخرج جان ميشال تشيسوكو (الكونغو).
- جائزة الفن السابع: جزر الهند الغربية للمُخرج ميد هوندو (موريتانيا).
- جائزة أومارو غاندا: (Love Brewed in the African Pot) للمُخرج كواو أنساه (غانا).
- أفضل فيلم قصير: (Poko) للمُخرج إدريسا ويدراوغو (فولتا العليا).

## الدورة الثامنة (1983)
- الجائزة الأولى (ينينجا): الريح للمُخرج سليمان سيسيه (مالي)
- جائزة أومارو غاندا: (Pawéogo) للمُخرج كولو سانو (فولتا العليا)
- أفضل فيلم قصير: (Certificat d'indigence) للمُخرج موسى باثيلي (السنغال)
- أفضل ممثلة: Rosine Yanogo في فيلم (Wend Kuuni) (فولتا العليا)
- أفضل ممثل: محمد الحبشي في فيلم حلاق درب الفقراء (المغرب)
- أفضل سيناريو: ظل الأرض للمُخرج الطيب الوحيشي (تونس)
- أفضل تصوير: (Zo Kwe Zo) للمُخرج جوزيف أكويسوني (جمهورية إفريقيا الوسطى)
- الكاميرا الذهبية: Issaka Thiombiano وSékou Ouedraogo في فيلم (Wend Kuuni) (فولتا العليا)
- جائزة أفضل مشغل: ظل الأرض للمُخرج الطيب الوحيشي (تونس)

## الدورة التاسعة (1985)
- الجائزة الأولى (ينينجا): حكاية لقاء للمُخرج إبراهيم تساكي (الجزائر)
- جائزة الفن السابع: (Nelisita) للمُخرج روي دوارتي دي كارفالو (أنغولا)
- جائزة أومارو غاندا: (Jours de tourmente) للمُخرج بول زومبارا (بوركينا فاسو)
- أفضل فيلم قصير: (Mariaamu's Wedding) للمُخرج نانغاوما نغوج (تنزانيا)
- أفضل موسيقى تصويرية: بيير أكيندينجو عن فريق (Les Coopérants) (الكاميرون)
- جائزة عامة: (Rue Cases-nègres) للمُخرجة Euzhan Palcy (فرنسا)

## الدورة العاشرة (1987)
- الجائزة الأولى (ينينجا): ساراوونيا للمُخرج ميد هوندو (موريتانيا)
- جائزة الفن السابع: (Le Choix) للمُخرج إدريسا ويدراوغو (بوركينا فاسو)
- جائزة أومارو غاندا: (Nyamanton) للمُخرج الشيخ عمر سيسوكو (مالي)
- أفضل فيلم قصير: (Le Singe fou) للمُخرج جوزيف كومبا (الغابون)
- أفضل موسيقى: (Le Choix) للمُخرج إدريسا ويدراوغو (بوركينا فاسو)
- الجائزة العامة: (Nyamanton) للمُخرج الشيخ عمر سيسوكو (مالي)

## الدورة 11 (1989)
- الجائزة الأولى (ينينجا): (Héritage ... Africa) للمُخرج Kwaw Ansah (غانا)
- جائزة أومارو المزدوجة: مورتو نيغا للمُخرج فلورا غوميز (غينيا بيساو)
- أفضل فيلم قصير: (Segu janjo) للمُخرج مامباي كوليبالي (مالي)
- جائزة بول روبسون: (Ori) للمُخرج راكيل جربر (البرازيل)
- أفضل ممثلة: بيا غوميز في فيلم مورتو نيغا (غينيا بيساو)
- أفضل ممثل: كوفي بكنور في فيلم (Héritage ... Africa) (غانا)
- أفضل سيناريو: (Zan Boko) للمُخرج جاستون كابوري (بوركينا فاسو)
- أفضل تصوير: القلعة للمُخرج محمد الشويخ (الجزائر)
- أفضل موسيقى تصويرية: فرانسيس بيبي في فيلم يابا (بوركينا فاسو)
- تنويه خاص لتحرير الصوت: (Testament) للمُخرج جون أكومفرا (غانا)
- جائزة الجمهور: يابا للمُخرج إدريسا ويدراوغو (بوركينا فاسو)
- جائزة صوت الأمل: صديقي باكابا في فيلم (Les Guérisseurs) (ساحل العاج)

## الدورة 12 (1991)
- الجائزة الأولى (ينينجا): (Tilaï) للمُخرج إدريسا ويدراوغو (بوركينا فاسو)
- جائزة أومارو غاندا: (Ta Dona) للمُخرج أداما درابو (مالي)
- جائزة أفضل فيلم قصير: الحضرة للمُخرج المنصف ذويب (تونس)
- جائزة أفضل فيلم وثائقي: (Yiri Kan) للمُخرج إيسياكا كوناتي (بوركينا فاسو)
- جائزة بول روبسون: (Almacita Di Desolato) للمُخرج فيليكس دي روي (هولندا)
- تنويه خاص (جائزة بول روبسون): (Twilight City) للمُخرج ريس أوغيست (المملكة المتحدة)
- إشارة خاصة أخرى: (Sango Malo) للمُخرج Bassek Ba Kobhio (الكاميرون)
- أفضل ممثلة: مارياتو كوياتي في (Bamunan) (مالي)
- أفضل ممثل: بالا موسى كيتا في (Sere) (غينيا)
- أفضل سيناريو: (Louss) للمُخرج رشيد بن حاج (الجزائر)
- أفضل تصوير: (Jit) للمُخرج مايكل رايبورن (زيمبابوي)
- أفضل موسيقى تصويرية: عبد الله إبراهيم عن (Tilaï) (بوركينا فاسو)
- أفضل مونتاج صوتي: مجنون ليلى للمُخرج الطيب الوحيشي (تونس)

## الدورة 13 (1993)
- الجائزة الأولى (ينينجا): (Au nom du Christ) للمُخرج روجر غنوان مبالا (ساحل العاج)
- جائزة أومارو غاندا: جيتو، الجاحد للمُخرج ليونس نغابو (بوروندي)
- أفضل فيلم قصير: دينكو للمُخرج محمد كامارا (غينيا)
- أفضل فيلم وثائقي: نساء الجزائر للمُخرج كمال دهان (الجزائر)
- جائزة لجنة التحكيم: (Les étrangers) للمُخرج مامادو دجيم كولا (بوركينا فاسو)
- جائزة لجنة التحكيم (أفلام قصيرة): (Boxumalen) للمخرج أميت ديالو (السنغال)
- جائزة بول روبسون: (Lumumba, la mort d'un prophète) للمُخرج راؤول بيك (هايتي)
- أفضل ممثلة: مايا مارتا في فيلم (Les yeux bleus de Yonta) (غينيا بيساو)
- أفضل ممثل: جوزيف كومبيلا عن فيلم (جيتو، الجاحد (بوروندي)
- أفضل سيناريو: ضد الحكومة للمُخرج عاطف الطيب (مصر)
- أفضل مونتاج: بزناس للمُخرج نوري بوزيد (تونس)
- أفضل تصوير سينمائي: سانكوفا للمُخرج هايلي جيريما (بوركينا فاسو - غانا)
- أفضل موسيقى تصويرية: الشيخ تيديان سيك عن فيلم (Yelema) (مالي)
- أفضل مونتاج صوت: (Quartier Mozart) للمُخرج جان بيير بيكولو (الكاميرون)

## الدورة 14 (1995)
- الجائزة الأولى (ينينجا): غيمبا الطاغية للمُخرج الشيخ عمر سيسوكو (مالي)
- أفضل فيلم قصير: الفرنك للمُخرج جبريل ديوب مامبيتي (السنغال)
- أفضل ممثل: محمد علي علالو في فيلم يوسف (الجزائر)
- أفضل ممثلة: يسرا في مرسيدس (مصر)
- جائزة لجنة التحكيم: البحث عن زوج امرأتي للمُخرج محمد عبد الرحمن التازي (المغرب)
- تنويه خاص: (Le Grand Blanc de Lambaréné) للمُخرج (Bassek Ba Kobhio) (الكاميرون)
- جائزة بول روبسون: (L'exil de Behanzin) للمُخرج غي ديسلورييه (مارتينيك)
- جائزة أومارو غاندا: (Keïta) للمُخرج داني كوياتي (بوركينا فاسو)
- أفضل الأزياء والديكور: غيمبا الطاغية للمُخرج الشيخ عمر سيسوكو (مالي)
- أفضل مونتاج: كهينة عطية (تونس)
- أفضل سيناريو: خالد الحجر عن فيلم أحلام الصغيرة (مصر)

## الدورة 15 (1997)
- الجائزة الأولى (ينينجا): (Buud Yam) للمُخرج غاستون كابوري (بوركينا فاسو)
- أفضل فيلم قصير (روائي): (Bouzié) للمُخرج جاك ترابي (ساحل العاج)
- أفضل ممثل: بلقاسم حجاج في فيلم مشاهو (الجزائر)
- أفضل ممثلة: أميناتا عثمان مايغا في فيلم (Faraw, mère de sables) (مالي)
- جائزة لجنة التحكيم: (Taafe Fanga) لـ Adama Drabo (مالي)
- جائزة بول روبسون: (The Last Angel of History) للمُخرج جون أكومفرا (المملكة المتحدة)
- جائزة أومارو غاندا: عسل ورماد للمُخرجة نادية فارس (تونس)
- أفضل مونتاج: كهينة عطية عن فيلم عسل ورماد (تونس)
- أفضل سيناريو: مرزاق علواش عن فيلم (Salut Cousin!) (الجزائر)
- أفضل ساوند تراك: (Le complot d'Aristote) للمُخرج جان بيير بيكولو (زمبابوي)
- أفضل موسيقى تصويرية: (Ilheu, de contenda) للمؤلف Leao Lopes (الرأس الأخضر)
- أفضل تصوير: (Tableau Ferraille) للمُخرج موسى سيني أبسا (السنغال)

## الدورة 16 (1999)
- الجائزة الأولى (ينينجا): وثائق الهوية للمُخرج مويزي نغانغورا (جمهورية الكونغو الديمقراطية)
- تنويه خاص: الحياة على الأرض للمُخرج عبد الرحمن سيساكو (موريتانيا)
- أفضل ممثل: Fats Bookholane في فيلم (Chikin Biznis) (جنوب إفريقيا)
- أفضل ممثلة: دومينيك ميسا في فيلم (Pièces d'identités) (جمهورية الكونغو الديمقراطية)
- جائزة بول روبسون: (Sucre amer) للمُخرجة كريستيان لارا (غوادلوب، فرنسا)
- جائزة بول روبسون (فيلم قصير): (Blue Note) للمُخرج راهدي تايلور (الولايات المتحدة)
- أفضل مونتاج: نادية بين رشيد عن فيلم أجل الحياة على الأرض (موريتانيا)
- أفضل تصميم لمجموعة: (F. Baba Keïta) لـ La Genèse (مالي)
- أفضل موسيقى تصويرية: (Wasis Diopà) عن فيلم Silmandé (بوركينا فاسو)
- أفضل مونتاج صوتي: الطاوسي ثابت عن فيلم للا حبي (المغرب)
- أفضل تصوير: مصطفى بن ميهوب عن فيلم (L’Arche du désert) (الجزائر)
- أفضل سيناريو: Mtutuzeli Matshoba عن فيلم (Chikin Biznis) (جنوب إفريقيا)
- جائزة أومارو غاندا: (Fools) للمُخرج رمضان سليمان (جنوب إفريقيا)
- أفضل فيلم قصير: (On The Edge) للمُخرج نيوتن أدواكا (نيجيريا)
- أفضل فيلم قصير - تنويه خاص: (Souko)، تصوير سينمائي من الكرتون للمُخرج إيسياكا كوناتي (بوركينا فاسو)
- أفضل فيلم وثائقي: (Hot Irons) للمُخرج أندرو دوسونو (نيجيريا)
- أفضل فيلم وثائقي - تنويه خاص: (arah Maladoror ou la nostalgie de l'utopie) للمُخرج آن لوري فولي (بوركينا فاسو)
- جائزة اليونيسف : (عن فيلم التوائم) للمُمثلة (ناكي سي سافاني) (ساحل العاج)

## الدورة 17 (2001)
- الجائزة الأولى (ينينجا): علي زاوا للمُخرج نبيل عيوش (المغرب)
- جائزة لجنة التحكيم: (Sia, le rêve du python) للمُخرج Dani Kouyté (بوركينا فاسو)
- جائزة أومارو غاندا: (Rage) للمُخرج نيوتن أدواكا (نيجيريا)
- جائزة بول روبسون: (Lumumba) للمُخرج راؤول بيك (هايتي)
- أفضل ممثل: ماكينا ديوب (السنغال) في فيلم (Battu) للمخرج الشيخ عمر سيسوكو (مالي)
- أفضل ممثلة: ألبرتين نغيسان في فيلم (Adanggaman) من إخراج روجر كنوان مبالا (ساحل العاج)
- أفضل تصوير: محمد السوداني عن فيلم (Adanggaman) (الجزائر)
- أفضل سيناريو: (Dolè) للمُخرج إيمونغا إيفانغا (الغابون)
- أفضل طاقم: ناصر كتاري والعربي بن علي في فيلم (حلو ومر) للمخرج الناصر القطاري (تونس)
- أفضل تصوير: ناصر كتاري والعربي بن علي في فيلم (حلو ومر) للمخرج الناصر القطاري (تونس)
- أفضل مونتاج صوتي: فوزي ثابت عن (Les Siestes grenadine) لمحمود بن محمود (تونس)
- أفضل النقاط الأصلية: Wasis Diop عن فيلم (Les Couilles de l’éléphant) للمخرج هنري جوزيف كومبا بيديدي (الغابون)
- أفضل فيلم قصير (روائي): (Bintou) للمُخرجة فانتا ريجينا ناكرو (بوركينا فاسو)

## الدورة 18 (2003)
- الجائزة الأولى (ينينجا): في انتظار السعادة للمُخرج عبد الرحمن سيساكو (موريتانيا)
- جائزة لجنة التحكيم: (Kabala) للمُخرج أساني كوياتي (مالي)
- جائزة لجنة التحكيم (فيلم قصير): (A drink in the passage) للمُخرج زولا ماسيكو (جنوب إفريقيا)
- جائزة أومارو غاندا: (L'Afrance) للمُخرج ألان غوميس (فرنسا، السنغال)
- أفضل ممثل: الشيخ دوكوري في فيلم (باريس حسب موسى) (غينيا)
- أفضل ممثلة: عواطف الجندوبي في فيلم فاطمة (تونس)
- أفضل تصوير: أبراهام هايلي بيرو في أبونا (تشاد).
- أفضل سيناريو: Assana Kouyaté عن فيلم (Kabala) (مالي)
- أفضل مونتاج: Ronelle Loots عن فيلم (Promised Land) (جنوب إفريقيا)
- أفضل مونتاج صوتي: هاشم جولاك عن فيلم فاطمة (تونس)
- أفضل موسيقى تصويرية: Wasis Diop وLoy Ehrlich عن فيلم (Le prix du pardon) (السنغال)
- أفضل ديكور لطاقم: جوزيف كبوبلي عن فيلم في انتظار السعادة (موريتانيا)
- أفضل فيلم قصير: (Source d’histoire) للمُخرج أداما روامبا (بوركينا فاسو)

## الدورة 19 (2005)
- الجائزة الأولى (ينينجا): Drum للمُخرج Zola Maseko (جنوب إفريقيا)
- الجائزة الثانية: الغرفة السوداء للمٌخرج حسن بنجلون (المغرب)
- الجائزة الثالثة: (Tassuma) للمُخرج كولو دانيال سانو (بوركينا فاسو)
- جائزة أومارو غاندا: (Max and Mona) للمُخرج تيدي ماكيرا (جنوب إفريقيا)
- جائزة بول روبسون: (Beah: A Black Woman Speaks) للمُخرج ليزا قاي هاميلتون (الولايات المتحدة)
- أفضل فيلم قصير: (L’autre mal) للمخرج Tahirou Tasséré Ouédraogo (بوركينا فاسو)
- أفضل ممثل: سيد علي كويرات في فيلم المشتبه فيهم (الجزائر)
- أفضل ممثلة: باميلا نومفيت في فيلم (Lettre d'amour zoulou) (جنوب إفريقيا)
- أفضل سيناريو: (La Nuit de la Verite) للمُخرجة فانتا ريجينا ناكرو (بوركينا فاسو)
- أفضل تصوير: (Un heroes) للمُخرج Zézé Gamboa (أنغولا)
- أفضل مونتاج صوتي: المنارة للمُخرج بلقاسم حجاج (الجزائر)
- أفضل تصميم لطاقم: (Drum) للمُخرج Zoal Maseko (جنوب إفريقيا)
- أفضل موسيقى تصويرية: (Sous la clarté de la lune) للمُخرجة Apolline Traoré (بوركينا فاسو)
- أفضل مونتاج: الأمير للمُخرج محمد الزرن (تونس)

## الدورة 20 (2007)
- الجائزة الأولى (ينينجا): عزرا للمُخرج نيوتن أدواكا (نيجيريا)
- الجائزة الثانية: (Les Saignantes) للمُخرج جان بيير بيكولو (الكاميرون)
- الجائزة الثالثة: دارات للمُخرج محمد الصالح هارون (تشاد)
- جائزة أومارو غاندا: بركات للمُخرجة جميلة الصحراوي (الجزائر)
- جائزة بول روبسون: (Le President a-t-il le sida) للمُخرج أرنولد أنتونين (هايتي)
- أفضل فيلم وثائقي: (Ejido, La loi du profit) للمُخرج غالب جواد (المغرب)
- أفضل فيلم قصير: (Menged) للمُخرج Daniel Taye Workou (إثيوبيا)
- أفضل ممثل: لطفي العبدلي في فيلم آخر فيلم (تونس)
- أفضل ممثلة: Adèle Ado وCalmel Dorelia عن فيلم (Les saignantes) (الكاميرون)
- أفضل سيناريو: بركات للمُخرجة جميلة الصحراوي (الجزائر)
- أفضل تصوير: دارات للمُخرج محمد الصالح هارون (تشاد)
- أفضل مونتاج: نوري بوزيد من آخر فيلم (تونس)
- أفضل موسيقى تصويرية: بركات للمُخرجة جميلة الصحراوي (الجزائر)
- أفضل مونتاج صوت: (L'ombre de Liberty) للمُخرج إيمونغا إيفانجا (الغابون)

## الدورة 21 (2009)
- الجائزة الأولى (يننيجا): تيزا للمٌخرج هايلي جيريما (إثيوبيا)
- الجائزة الثانية: (Nothing but the truth) للمٌخرج جون كاني (جنوب إفريقيا)
- الجائزة الثالثة: مسخرة للمٌخرج إلياس سالم (الجزائر)
- جائزة أومارو غاندا: (The Armchair) للمٌخرج Missa Hebié (بوركينا فاسو)
- جائزة بول روبسون: (La passion d’un pays) للمٌخرج أرنولد أنتونين (هايتي)
- أفضل فيلم وثائقي: أماكننا الممنوعة للمٌخرج ليلى كيلاني (المغرب)
- أفضل فيلم قصير: سكتو للمُخرج خالد بن عيسى (الجزائر)
- أفضل ممثل: Rapulana Seiphemo في فيلم (Gangster's Paradise: Jerusalema) (جنوب إفريقيا)
- أفضل ممثلة: سناء موزيان في فيلم سميرة في الضيعة (المغرب)
- أفضل سيناريو: ماما كيتا عن فليم (L'Absence) (غينيا)
- أفضل تصوير - Gangster's Paradise: Jerusalema) (جنوب إفريقيا)
- أفضل مونتاج: Gangster's Paradise: Jerusalema) (جنوب إفريقيا)
- أفضل مجموعة: وداعا أمهات للمُخرج محمد إسماعيل (المغرب)
- أفضل موسيقى: وداعا أمهات للمُخرج محمد إسماعيل (المغرب)
- جائزة التلفزيون والفيديو: (When we were black) للمٌخرج خالو ماتاباني (جنوب إفريقيا)

## الدورة 22 (2011)
- الجائزة الأولى (ينينجا): براق للمٌخرج محمد مفتكر (المغرب)
- الجائزة الثانية: رجل يصرخ للمٌخرج محمد الصالح هارون (تشاد)
- الجائزة الثالثة: (The Ideal Guy) للمٌخرج أويل براون (ساحل العاج)
- جائزة أومارو غاندا: Our foreign للمٌخرجة Sarah Bouyain (بوركينا فاسو)
- جائزة بول روبسون: (The Loves of a zombie) للمٌخرج أرنولد أنتونين (هايتي)
- أفضل فيلم وثائقي: (Oh whites) للمٌخرجة فاطمة واتارا (بوركينا فاسو)

## الدورة 23 (2013)
- الجائزة الأولى (ينينجا): (Tey) للمُخرج ألان غوميس (السنغال)
- الجائزة الثانية: يما جميلة الصحراوي (الجزائر)
- الجائزة الثالثة: (La Pirogue) لموسى توري (السنغال)
- جائزة بول روبسون: (Le Bonheur d'Elza) لمارييت مونبيير (غوادلوب)
- أفضل فيلم روائي طويل: (Les Enfants De Toumaron) لهاري كريسنا وشارفان أنيندين (موريشيوس)
- أفضل ممثل: شاول وليامز في فيلم (Tey) (السنغال)
- أفضل ممثلة: مريم ويدراوجو في فيلم (Moi Zaphira) للمخرج Apolline Traore (بوركينا فاسو)
- أفضل فيلم وثائقي طويل: (Même pas mal) نادية الفاني (تونس)
- أفضل فيلم قصير: صبّاط العيد للمخرج أنيس الأسود (تونس)

## الدورة 24 (2015)
- الجائزة الأولى (ينينجا): فيلم حمى للمُخرج هشام عيوش (المغرب)
- الجائزة الثانية: فاطمة نسومر للمُخرج بلقاسم حجاج (الجزائر)
- الجائزة الثالثة: عين العاصفة للمُخرج سيكو تراوري (بوركينا فاسو)
- جائزة بول روبسون: (Morbayassa, le serment de Koumb) للمُخرج الشيخ فانتامادي كامارا (غينيا كوناكري)
- أفضل فيلم روائي طويل: عين العاصفة للمُخرج سيكو تراوري (بوركينا فاسو)
- أفضل ممثل: أساندي فارغاس في فيلم عين العاصفة (بوركينا فاسو)
- أفضل ممثلة: ميمونة نداي في فيلم عين العاصفة (بوركينا فاسو)
- أفضل فيلم وثائقي طويل: (Miners Shot Down) للمُخرج Rehad Desai (جنوب إفريقيا)
- أفضل فيلم قصير: زكريّا للمُخرجة ليلى بوزيد (تونس)

## الدورة 25 (2017)
- الجائزة الأولى (ينينجا): فيليسيتي للمُخرج ألان غوميس (السنغال)
- الجائزة الثانية: مسافة ميل بحذائي للمُخرج سعيد خلاف (المغرب)
- الجائزة الثالثة: (L'Orage africain : Un continent sous influence) للمُخرج سيلفستر أموسو (بنين)
- جائزة بول روبسون: (Frontières) للمُخرج Apolline Woye Traoré (بوركينا فاسو)
- أفضل فيلم روائي طويل: البئر للمُخرج لطفي بوشوشي (الجزائر)
- أفضل ممثل: إبراهيم كوما في (Wulu) للمُخرج داودة كوليبالي (مالي)
- أفضل ممثلة: نفيسة بنشهيدة في البحث عن السلطة المفقودة للمُخرج محمد عهد بنسودة (المغرب)
- أفضل فيلم وثائقي طويل: (Kemtiyu, Cheikh Anta) للمُخرج Ousmane William Mbaye (السنغال)
- أفضل فيلم قصير: (Hymenee) للمُخرجة Maryam Blanche Bellet (المغرب)

## الدورة 26 (2019)
- الجائزة الأولى (ينينجا): رحمة الغابة للمُخرج جويل كاريكيزي (رواندا)
- الجائزة الثانية: كارما للمُخرج خالد يوسف (مصر)
- الجائزة الثالثة: فتوى للمُخرج محمود بن محمود (تونس)
- جائزة بول روبسون: (Meu amigo Fela) للمُخرج Joel Zito Araujo (البرازيل)
- أفضل فيلم روائي طويل: إلى آخر الزمان للمُخرجة ياسمين شويخ (الجزائر)
- أفضل ممثل: مارك زينغا في فيلم رحمة الغابة للمُخرج جويل كاريكيزي رواندا)
- أفضل ممثلة: سامانثا موغاتسيا في فيلم (Rafiki) للمُخرج وانوري كاهيو (كينيا)
- أفضل فيلم وثائقي طويل: (Le loup d’or de Baolé) للمُخرجة عائشة بورو (بوركينا فاسو)
- أفضل فيلم قصير: بلاك مامبا للمُخرجة أمل قلاتي (تونس)